# آنوشکا برنهارد
آنوشکا برنهارد (انگلیسی: Anouschka Bernhard؛ زادهٔ ۵ اکتبر ۱۹۷۰) بازیکن فوتبال اهل آلمان است.

وی همچنین در تیم ملی فوتبال زنان آلمان بازی کرده‌است.